# 生谷 (佐倉市)
生谷（おぶかい）は、千葉県佐倉市の大字。郵便番号285-0836。

## 地理
北は王子台、臼井、北東は染井野、東は吉見、南東は四街道市千代田、南は四街道市内黒田、西は畔田、下志津、北西は臼井台に隣接している。
飛び地があり、染井野、吉見、四街道市亀崎に隣接している。

## 世帯数と人口
2017年（平成29年）10月31日現在の世帯数と人口は以下の通りである。
| 大字 | 世帯数    | 人口    |
| ---- | --------- | ------- |
| 生谷 | 1,152世帯 | 2,804人 |

## 小・中学校の学区
市立小・中学校に通う場合、学区は以下の通りとなる。
| 番地 | 小学校                                                         | 中学校                                  |
| ---- | -------------------------------------------------------------- | --------------------------------------- |
| 一部 | 佐倉市立千代田小学校 佐倉市立間野台小学校 佐倉市立染井野小学校 | 佐倉市立臼井中学校 佐倉市立臼井南中学校 |

## 施設
- 光自治会館
- 佐倉市千代田地域防災集会所
- 新山集会所
- 生谷ライスセンター
- 千葉ガス佐倉供給所
- 東京電力パワーグリッドうすい変電所
- 高産霊神社
- 八幡神社
- 浅間神社
- 山の神神社
- 専榮寺
- 大師堂
- 花口公園
- 手繰5号機場

## 交通

### 道路
- 主要地方道
  - 千葉県道64号千葉臼井印西線